# Nombre 197
El nombre 197 (CXCVII) és el nombre natural que segueix el nombre 196 i precedeix el nombre 198.
La seva representació binària és 11000101, la representació octal 305 i l'hexadecimal C5.
És un nombre primer; altres factoritzacions són 1×197.
És la suma dels primers dotze nombres primers (fins al 37).
Es pot representar com a la suma de set nombres primers consecutius: 17 + 19 + 23 + 29 + 31 + 37 + 41 = 197.